# 1875 Неруда
1875 Неруда (енгл. 1875 Neruda) је астероид главног астероидног појаса са средњом удаљеношћу од Сунца која износи 3,130 астрономских јединица (АЈ).
Апсолутна магнитуда астероида је 12,4.